# Google Desktop

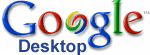
Imagem Ilustrativa

Google Desktop era um aplicativo de busca no desktop e barra de gadgets (semelhante a Windows Sidebar) que permitia encontrar textos em mensagens de e-mails, arquivos do seu próprio computador, bate-papo e páginas web visitadas.
O beta do Google Desktop 2 foi lançado em 22 de agosto de 2005, sendo a versão final foi lançada em 3 de novembro de 2005. Entre as novidades incluiu um plugin para o Google Maps e muitos outros plugins desenvolvidos para suportá-lo. Deixou de existir em 2011.
O aplicativo criava um índice de todo o conteúdo que pode buscar e o armazenava em seu computador para que encontrasse sua informação com a mesma facilidade com que realizaria uma busca na Internet pelo Google. A diferença do software com a busca tradicional é que se atualiza uma vez ao dia, este aplicativo atualizava continuamente a maior parte dos arquivos. Deste modo, por exemplo, podia-se buscar uma nova mensagem no Outlook em poucos segundos depois de recebida.

## Formatos suportados
- E-mail
  - Gmail
  - Outlook
  - Novell Evolution
  - Outlook Express
  - Netscape Mail
  - Mozilla Mail
  - Mozilla Thunderbird
- Histórico da Web
  - Internet Explorer
  - Netscape / Firefox / Mozilla
  - Apple Safari (Versão Mac)
- Documentos Microsoft Office
  - Word
  - Excel
  - PowerPoint
- Chats de Mensageiros Instantâneos
  - AOL Instant Messenger
  - MSN Messenger
- Outros
  - PDF
  - Leitor RSS
  - Musica
  - Vídeo
  - Imagens
  - Mais tipos de arquivos usando os plug-ins.

## Requisitos
Google Desktop Search era compatível com Linux, MacOS e Windows XP e Windows 2000 Service Pack 3 e superior. Para instalar o aplicativo no computador de um escritório era preciso ter privilégios de administrador (os usuários particulares não tiveram problema). Requeria 500 MB de espaço livre na unidade de disco rígido e um mínimo de 128 MB de memória RAM (recomenda-se 512 MB de RAM) e um processador Pentium a 400 MHz.

## Mac OS X
No Mac OS X, havia um aviso no Google Desktop, dizendo que ele está sendo substituído pelo Google Quick Search Box.